# Хепи Гилмор 2
Хепи Гилмор 2 (енгл. Happy Gilmore 2) амерички је спортски филм из 2025. у режији Кајла Невачека. Наставак је филма Хепи Гилмор (1996). Глумачку поставу предводи Адам Сандлер.
Филм је 25. јула 2025. приказао Netflix. Добио је углавном позитивне рецензије критичара.

## Радња
Филм прати удовца и алкохоличара Хепија Гилмора (Адам Сандлер), бившег голфера који се враћа професионалном голфу како би помогао у плаћању балетске школе своје ћерке у иностранству.

## Улоге
| Глумац              | Улога            |
| ------------------- | ---------------- |
| Адам Сандлер        | Хепи Гилмор      |
| Џули Боуен          | Вирџинија Гилмор |
| Кристофер Макдоналд | Шутер Макгавин   |
| Бени Сефди          | Френк Манати     |
|                     | Оскар Мехијас    |
| Бен Стилер          | Хал Л.           |
| Бобан Марјановић    | Драго Ларсон     |